# Bristol (làng), Wisconsin
Bristol là một làng thuộc quận Kenosha, tiểu bang Wisconsin, Hoa Kỳ. Năm 2006, dân số của làng này là 2510 người.